# 町克哉
町 克哉（まち かつや、1958年12月22日 - ）は、埼玉県出身の日本の実業家。セーラー万年筆専務取締役を経て、同社代表取締役社長。
明治学院大学文学部卒。

## 経歴
- 1982年4月 - セーラー万年筆入社
- 1996年5月 - 文具事業部中四国支店支店長
- 1998年3月 - 管理部経理担当課長
- 2007年5月 - ロボット機器事業部総務部次長
- 2012年12月	- ロボット機器事業部営業部長兼総務部長
- 2013年9月 - 執行役員ロボット機器事業部長代行
- 2014年3月 - 取締役兼上級執行役員ロボット機器事業
- 2016年3月 - 専務取締役兼ロボット機器事業部長
- 2022年3月 - 代表取締役社長[2]